# Fantastic (Schiff)
Die Fantastic ist ein 1996 in Dienst gestelltes Fährschiff der italienischen Reederei Grandi Navi Veloci. Sie wird seit 2012 auf der Strecke von Tanger über Barcelona und Sète nach Genua eingesetzt.

## Geschichte
Die Fantastic wurde am 25. Februar 1994 unter der Baunummer 1182 bei Nuovi Cantieri Apunia in Marina di Carrara auf Kiel gelegt und lief am 2. Dezember 1995 vom Stapel. Die Ablieferung an Grandi Navi Veloci erfolgte am 25. Mai 1996. Nach insgesamt drei Kreuzfahrten zu Werbezwecken von Genua über Málaga und Lissabon nach Palma ab dem 14. Juni 1996 nahm das Schiff am 28. Juni den Fährdienst auf der Strecke von Genua nach Porto Torres auf.
Nach gut zwei Jahren im Dienst wechselte der Zielhafen der Fantastic im September 1998 von Porto Torres nach Barcelona. Seit 2012 betreibt das Schiff die Strecke von Tanger über Barcelona und Sète nach Genua.
Am 12. Januar 2018 kollidierte die Fantastic im Hafen von Barcelona mit dem Kreuzfahrtschiff Viking Star, wodurch beide Schiffe leichte Beschädigungen erlitten. Personenschäden entstanden hierbei keine.